# Grossera vignei
Grossera vignei är en törelväxtart som beskrevs av Hoyle. Grossera vignei ingår i släktet Grossera och familjen törelväxter. Inga underarter finns listade i Catalogue of Life.